# شبلي الملاط
شبلي بن يواكيم بن منصور إدِّه، الملقب بالملاط (1292 هـ - 1381 هـ) / (1875 - 1961م)، شاعر لبناني.
ولد في مدينة بعبدا (مركز حكومة جبل لبنان زمن المتصرفية) وفيها توفي. عاش في عدة مدن لبنانية، وزار القدس ودمشق وبغداد والقاهرة. تلقى تعليمه في بعبدا على القس بطرس البستاني، ثم التحق بمدرسة الحكمة ببيروت فدرس على أساتذتها، ومنهم عبد الله البستاني، فبرع في العربية وتمكن
من الفرنسية، كما درس الفلسفة وعلوم الرياضيات والطبيعة. قام بتدريس الخطابة والبيان بمعهد الحكمة، كما كان مديراً للجريدة الرسمية حتى عام 1924، وأمين السر العام لمجلس النواب اللبناني حتى عام 1939، كما شغل عدة مناصب إدارية في مدد متفرقة. مثَّل لبنان في مناسبات قومية، في القدس والقاهرة وبغداد، مثل: مهرجان شوقي، ومهرجان خليل مطران، ومأتم الملك غازي في بغداد. كان يعد من المتجاوبين مع الحكم العثماني للبنان، ثم مع الفرنسيين - فيما بعد - وقد كتب رسالة مطولة يكشف ملابسات الأحداث ويبرئ ساحة نفسه. كان يحمل وساماً عثمانياً، كما لقب بـ«شاعر الأرز» بعد تمثيله لبنان في مهرجان مبايعة شوقي بإمارة الشعر العربي، في القاهرة.

## الإنتاج الشعري
له ديوان الملاط: (يشتمل على شعر الشقيقين تامر و شبلي) - عني بجمعه إدارة جريدة الوطن - المطبعة الأدبية - بيروت 1925، وديوان شاعر الأرز - نشر في جنيف 1938 بمقدمة للأمير شكيب أرسلان.

## الأعمال الأخرى
وضع أوبريت شعرية مثلت على مسرح «زهرة سوريا» - 1904، وترجم عن الفرنسية المسرحيات: «شرف العواطف» أو «المتر دي فورج» - «الفرد الكبير ملك إنجلترا» - «الكونت دي استلا» - «الذخيرة» - «جان دارك» - «هرناني» - «المرأة الإسبانية»، وقد مثلت هذه المسرحيات غير مرة على مسرح لبنان الكبير، كما نشرت مطبوعة.
تطول قصائده لتدل على غزارة المعاني واحتشاد الانفعالات، وقدرة التصوير، واستجلاب القوافي. وهذا الموزون المقفى تفيض عن ضفافه صور، وتراكيب، وأوصاف، ومفردات تتمرد على المألوف وتصدر عن معاناة حاضرة وخصوصية نابعة من معايشة.كتب القصيدة القصصية، فقادته إلى الدرامية وما يحكم المصير من مفارقات، فقصائده: «الجمال والكبرياء»، و«الوردة الذابلة»، و«بين العرس والرمس»، و«شيرين الفارسية» و«يهوديت»، في عصرها تعد تجديداً في مجال الشكل، يساند قصائد مطران المعاصرة لها التي تتخذ هذا المنحى القصصي الدرامي.